# Corbusierliege

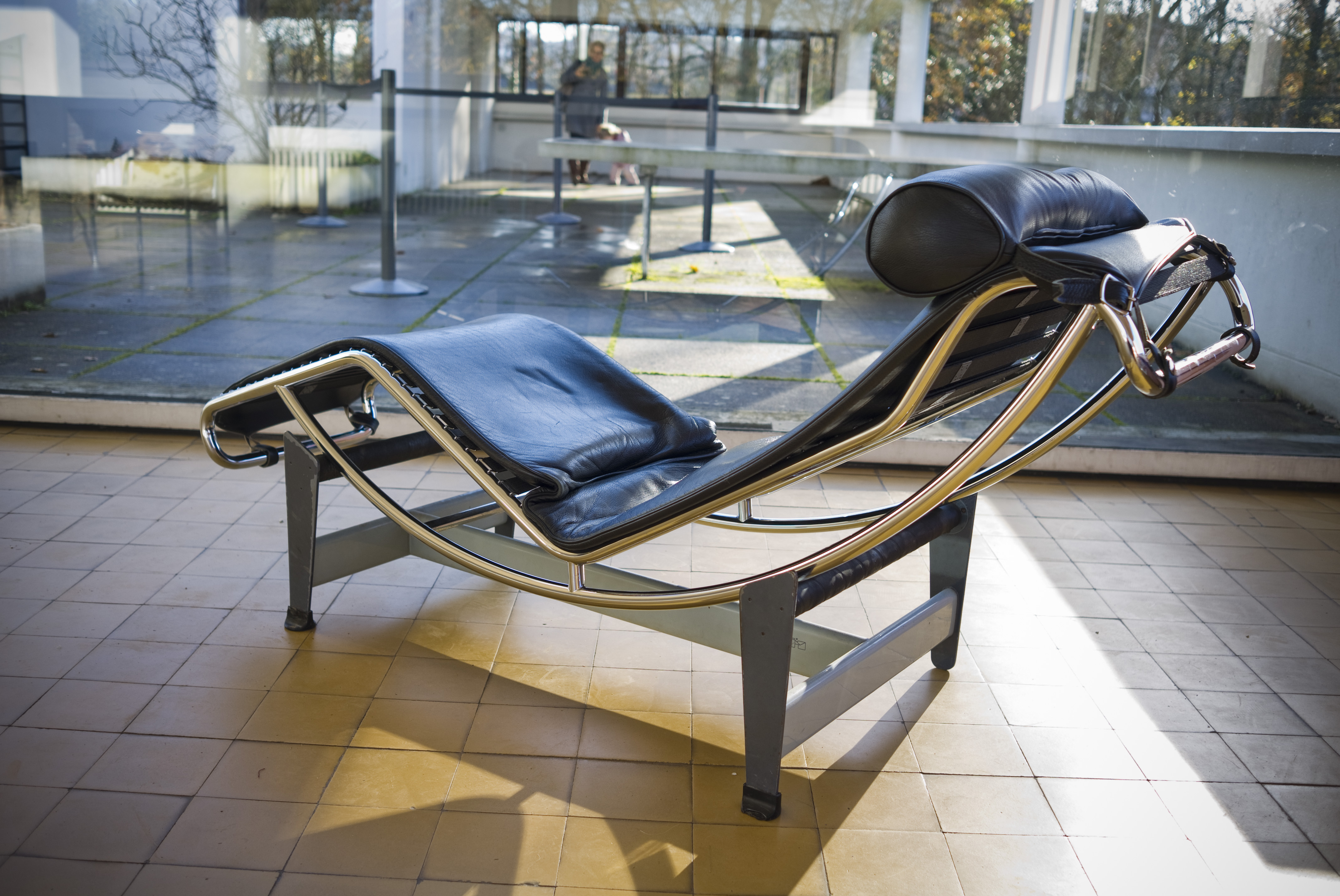
Chaise longue à position variable (B 306), 1928, Charlotte Perriand mit Pierre Jeanneret und Le Corbusier

Die so genannte  Corbusierliege ist ein international bekannter Möbelklassiker: eine schmale Liege in annähernder Körperform auf einem Gestell, auf dem sie aus einer halb sitzenden Position in eine Kopftieflage verschoben werden kann. Auf Kopfhöhe ist an der Chaiselongue eine Nackenrolle flexibel angebracht.
Sie benötigt keine Armaturen und wird mit einer dünnen, lederbezogenen Matte über einer Vielzahl Federzügen bedeckt. Der Name ist an Le Corbusier, einer damaligen von ihm geführten Arbeitsgemeinschaft, orientiert. Andere Bezeichnungen sind Modell B 306 oder LC 4, die Bauhaus-Liege.
An dem Entwurf von 1928 waren Charlotte Perriand, Pierre Jeanneret und Le Corbusier beteiligt. Sie wird auch heute noch hergestellt. Im Unterschied zur minimalistischen Form der Barcelona-Liege von Ludwig Mies van der Rohe und Lilly Reich (in den 1930ern) ist ihre Form an ergonomischen Gegebenheiten der menschlichen Physiologie ausgerichtet, nach der sich Muskelgruppen des Körpers an Gelenken etwas beugen.
Das die Liegefläche tragende Rohrgestell besteht aus verschweißten Rohren mit einem Durchmesser von 3 cm. Es liegt mit seinen Längsrohren auf dem Tragegestell mit vier Füßen auf.

## Maße
Die Maße betragen in der Breite 55 cm und der Länge (Außenmaß) 153 cm, tiefste Sitzhöhe 38 cm. Auflage: Stärke zwischen 3 und 6 cm je nach Füllungsmaterial.

## Ausstellungen
- 1929, Salon d’Automne de Paris, Paris
- 1985, Indira-Gandhi-Memorial-Museum, ständig, New Delhi
- MoMA, New York City
- Musées Grand Est, Le Diés
- Musée des Arts Décoratifs, Paris
- 1989, Vitra Schaulager, ständig, Weil am Rhein